# Киселево (Верховажский район)
Киселево — деревня в Верховажском районе Вологодской области.
Входит в состав Верховского сельского поселения, с точки зрения административно-территориального деления — в Верховский сельсовет.
Расстояние по автодороге до районного центра Верховажья — 32 км, до центра муниципального образования Сметанино — 10 км. Ближайшие населённые пункты — Родионовская, Боровичиха, Сметанино.
По переписи 2002 года население — 77 человек (36 мужчин, 41 женщина). Всё население — русские.
В 1999 году внесена в реестр населённых пунктов области как Киселевская. Изменение в реестр внесено 22 мая 2001 года.